# Star Trek DAC
Star Trek DAC és un videojoc basat en l'univers Star Trek, desenvolupat per Naked Sky Entertainment i Bad Robot Production per a Xbox 360, Playstation 3 i Microsoft Windows. Va sortir a la venda el 13 de maig de 2009.

## Jugabilitat
Star Trek DAC és un shooter en el qual s'enfronten fins a 12 jugadors en línia, que poden triar jugar com la Federació o com a romulans. Existeix també l'opció de joc individual.